# Maison du terril de Rieulay
 (août 2018).
Si vous disposez d'ouvrages ou d'articles de référence ou si vous connaissez des sites web de qualité traitant du thème abordé ici, merci de compléter l'article en donnant les références utiles à sa vérifiabilité et en les liant à la section « Notes et références ».
La maison du Terril est située dans la base de loisirs des Argales à Rieulay (Nord). Elle propose des activités portant sur les terrils  : histoire, reconversion et environnement naturel.

## Histoire

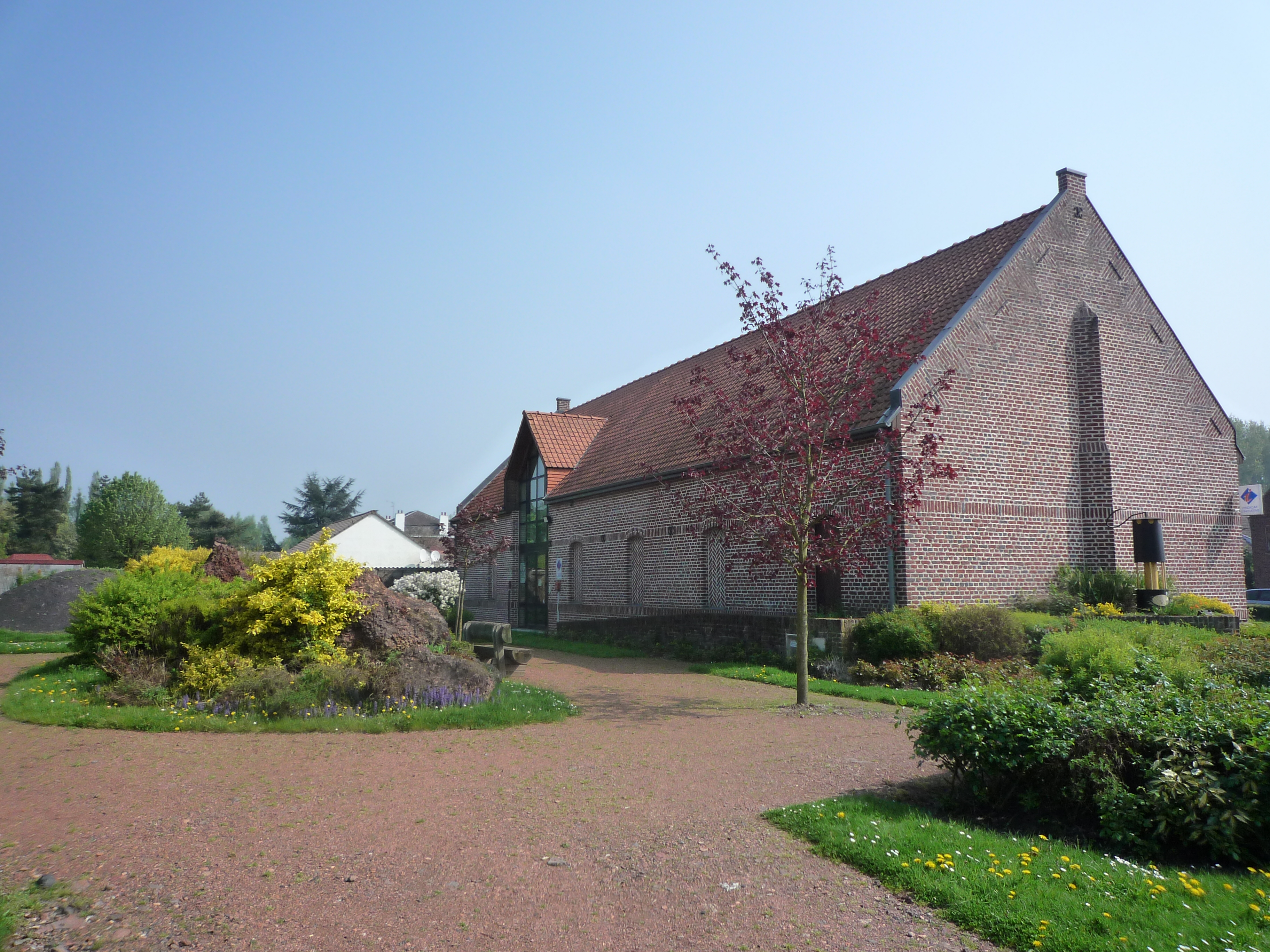
La Maison du Terril.

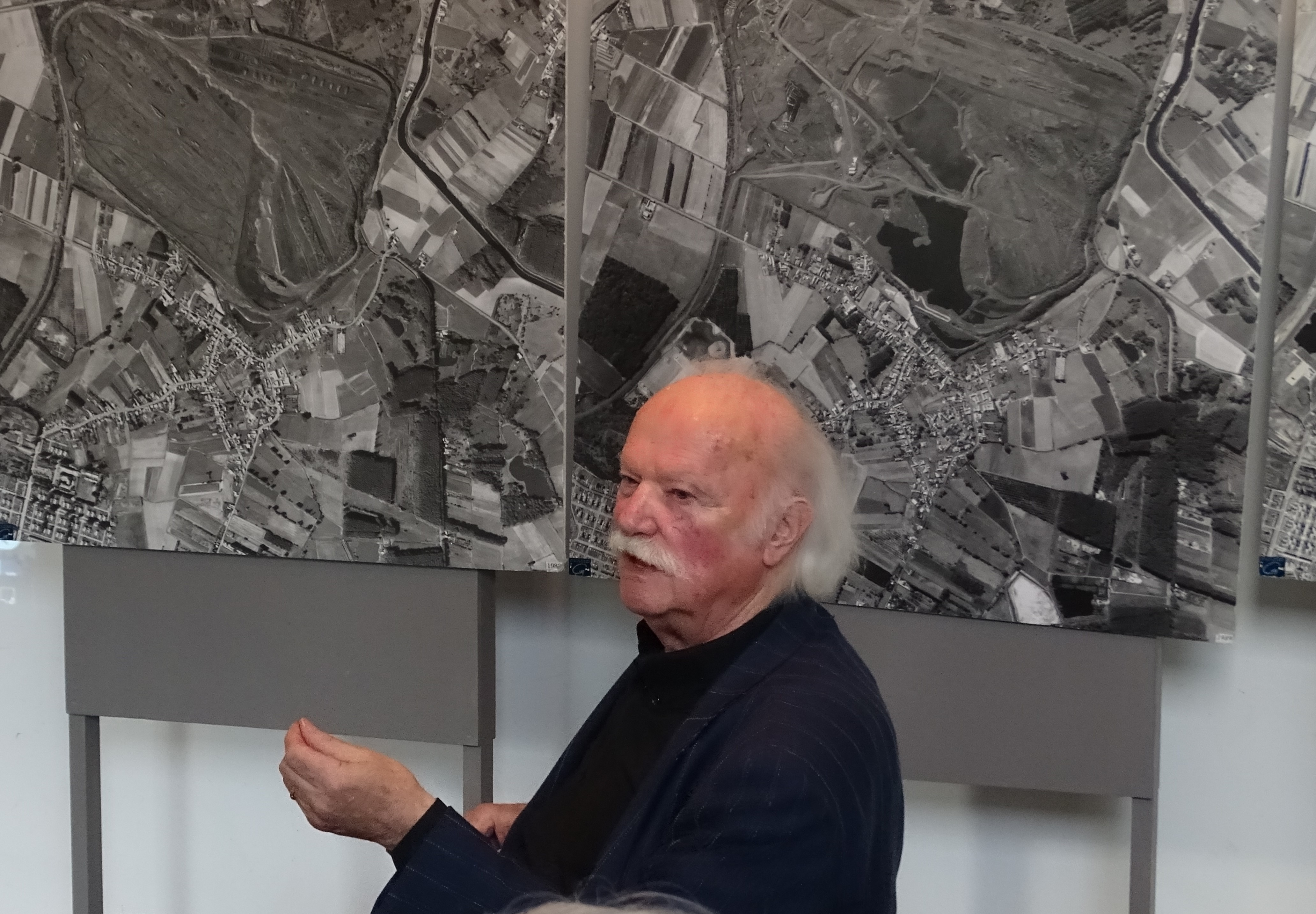
Daniel Mio - ancien maire de Rieulay de 1977 à 2006 en conférence le 9 novembre 2019 sur l'évolution du site du terril des Argales.

Durant 270 ans, l’exploitation du charbon dans le Nord-Pas-de-Calais ont créé des terrils. Rieulay est une petite commune minière périurbaine de 1 436 habitants. Située à la limite du bassin minier, Rieulay est à la fois une commune minière et une commune rurale de la Vallée de la Scarpe. Elle fait partie de l’arc minier du PNR.
Le terril 144 de Rieulay est fondé en 1911. Il s’agissait des roches qui ont été déversées sur les terrains marécageux des communes de Rieulay. Les roches s'y sont accumulées jusqu'en 1970, quand la fosse ferme. Cinq ans plus tard, le terril est rouvert : les roches entreposées contiennent encore du charbon que les Charbonnages de France décident de trier. De même, les schistes sont utilisés pour faire des remblais de routes ou pour d’autres ouvrages. L’entreprise Terchanor des Charbonnages de France s’installe donc sur le terril et en exploite chaque parcelle. En creusant, les pelleteuses ont mis au jour la nappe phréatique qui a formé un lac.
En janvier 2003, l’entreprise Terchanor cesse son activité de tri ; néanmoins, des roches triées et entreposées restent sur le site jusqu’en 2005.

L'ancienne carrière de tri.
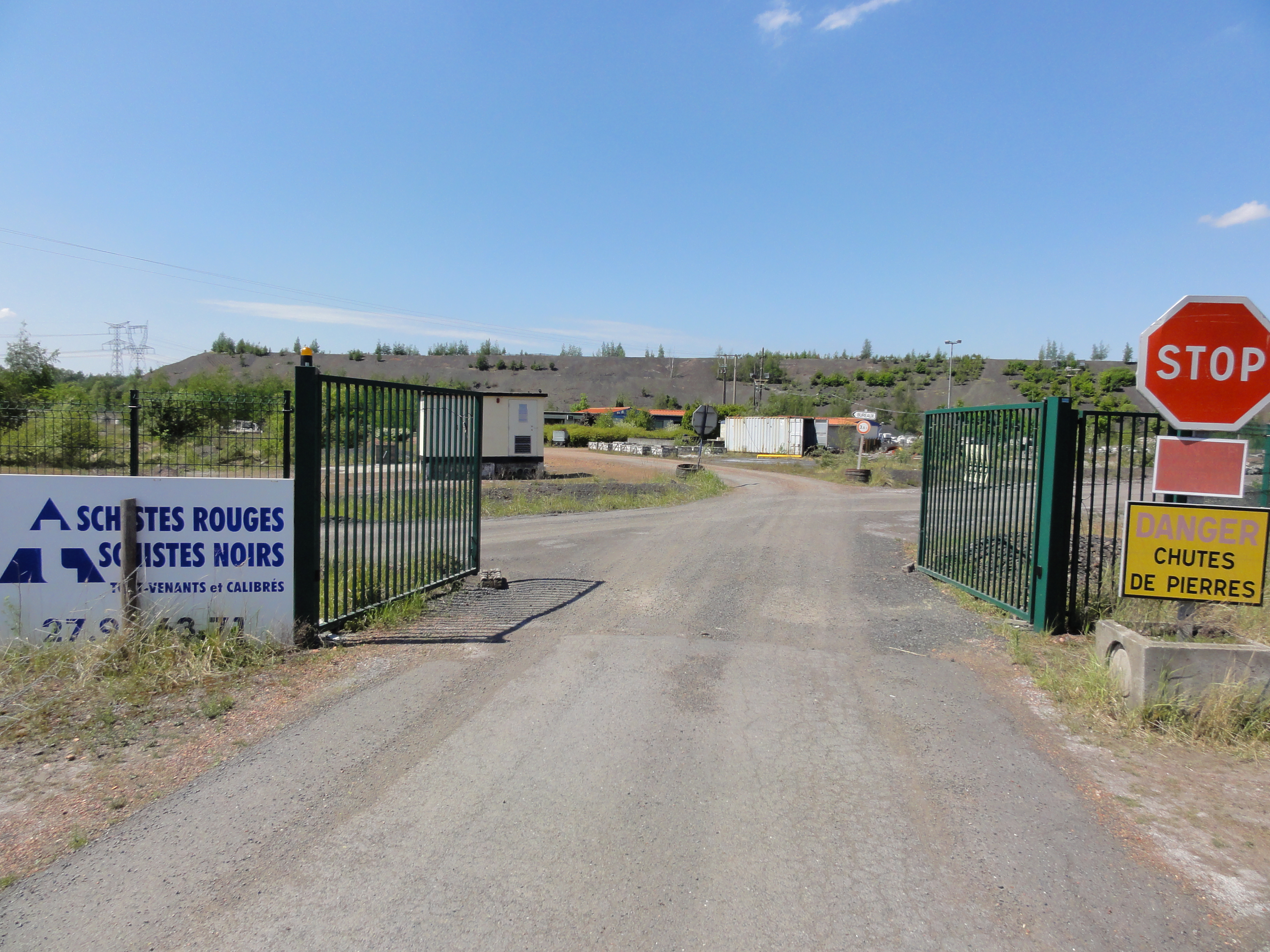
Entrée.
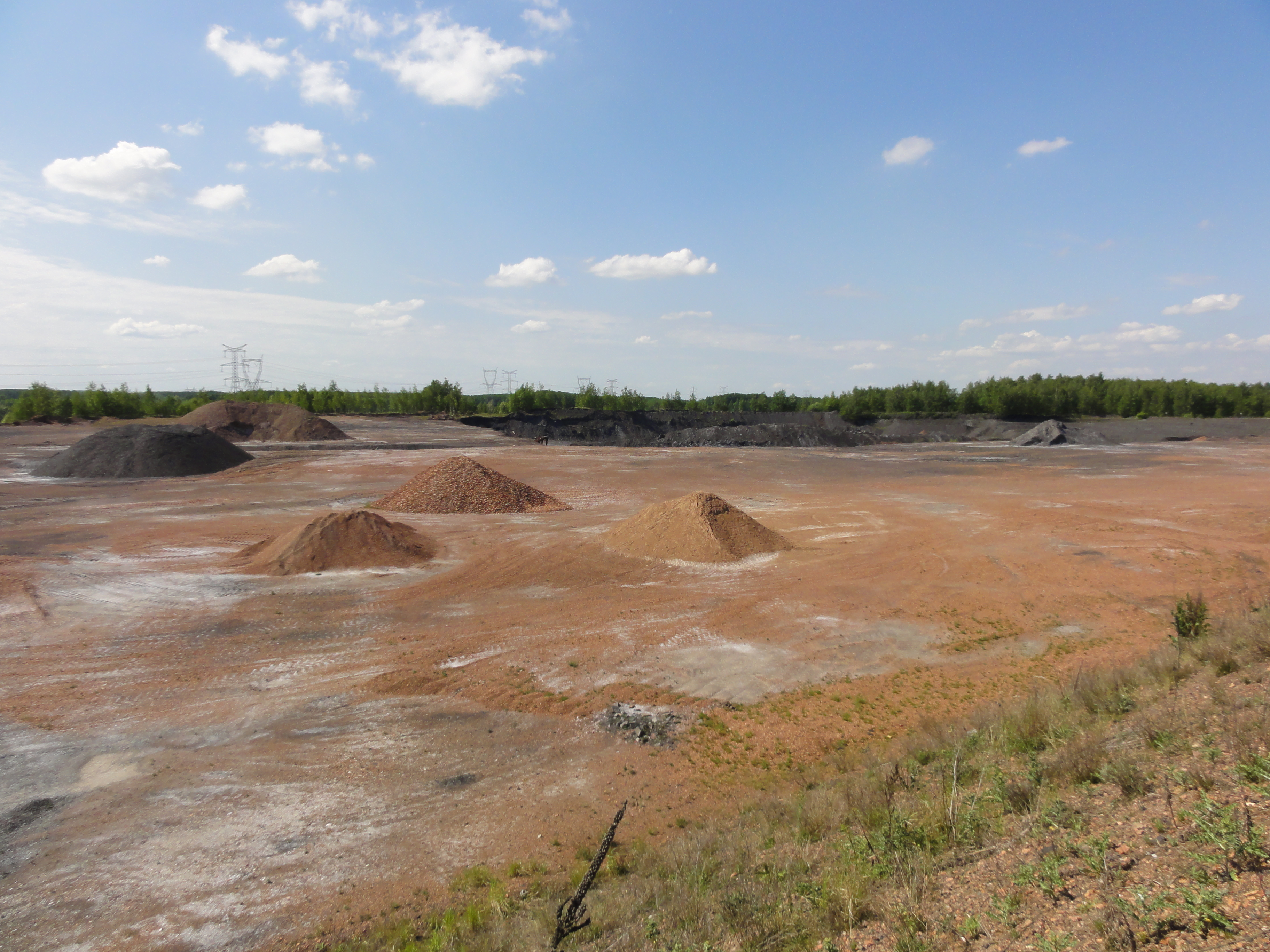
Zone excavée.
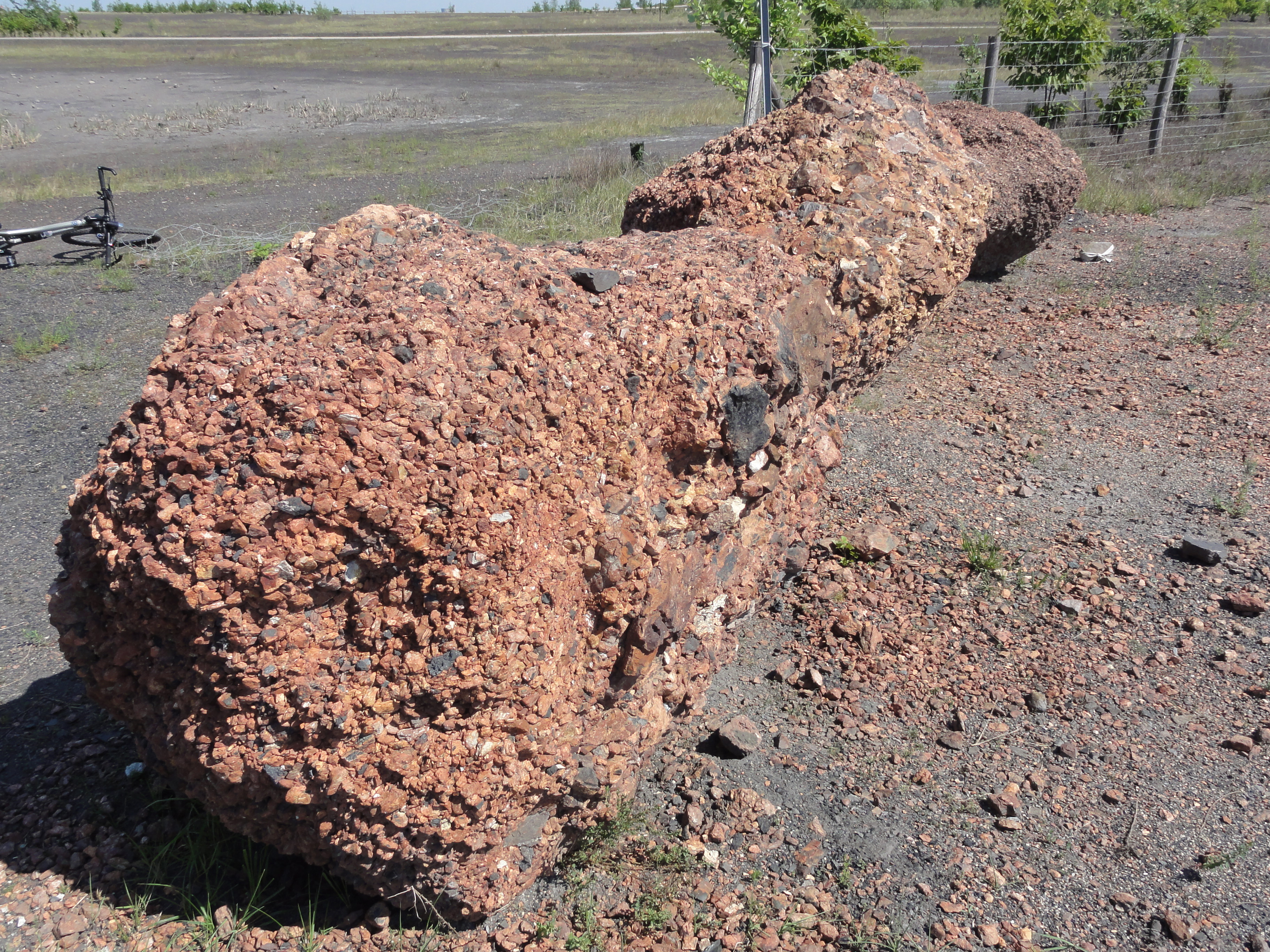
Détail de schistes rouges.

En 1976, Daniel Mio, ancien maire de la commune, passe un contrat avec les Charbonnages de France pour acquérir les parcelles de terril immédiatement après leur exploitation puis il ouvre un étang de pêche et reboise. Maintenant[Quand ?], Rieulay reçoit des aides de la région pour poursuivre son développement. Par la suite, le terril s’est transformé en base de loisir.

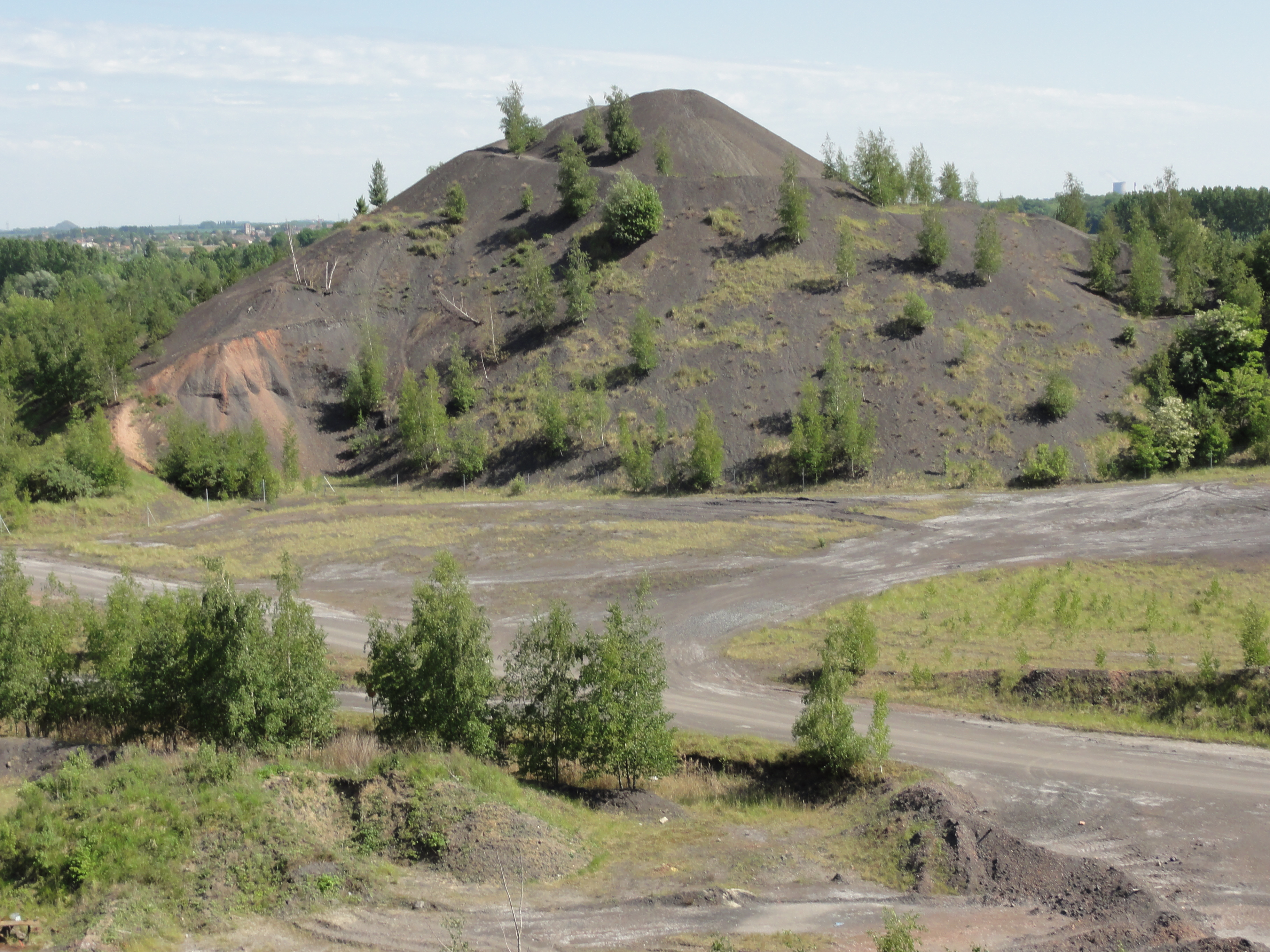
Le terril no 144 de Rieulay.
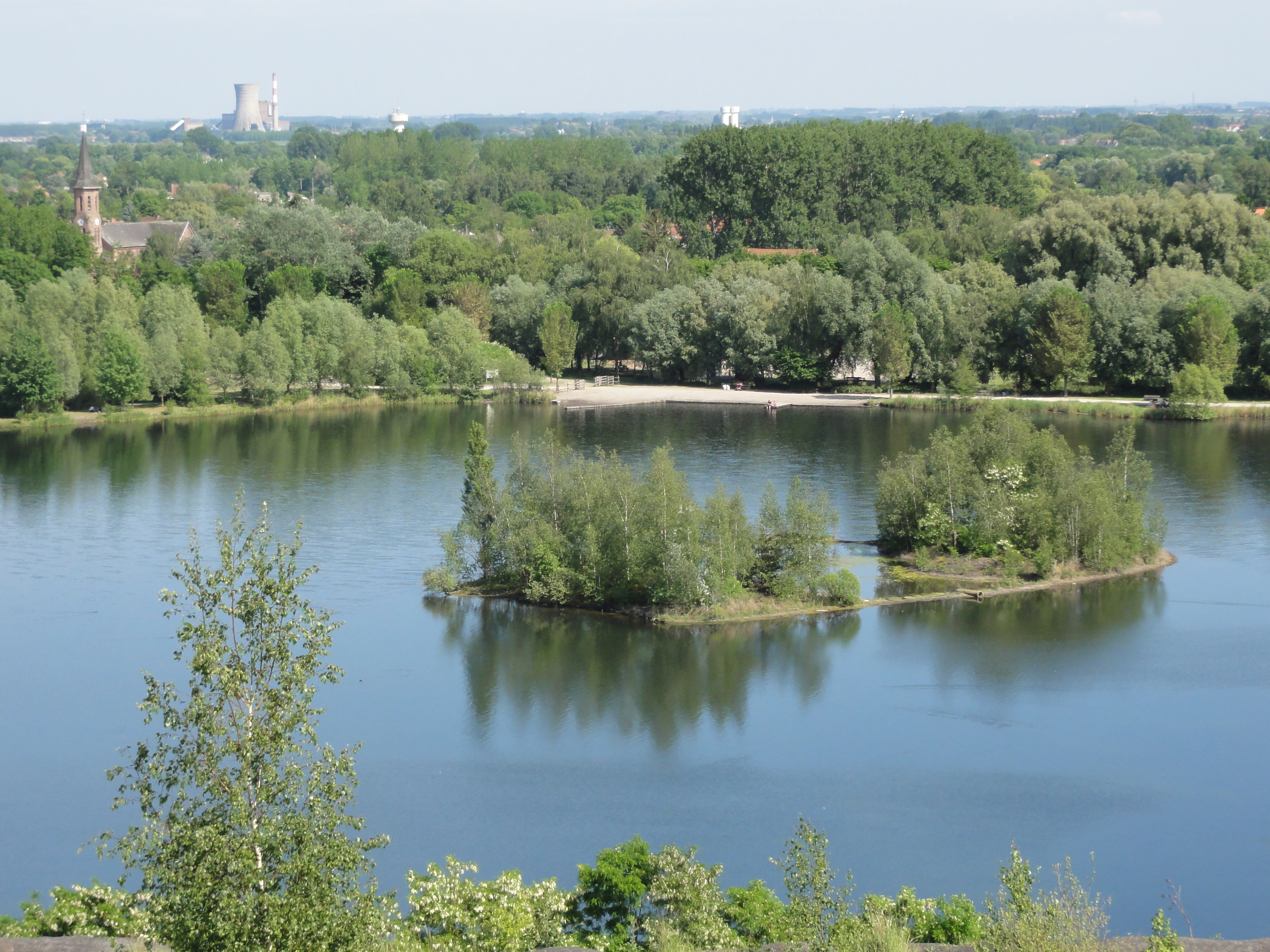
Le lac.
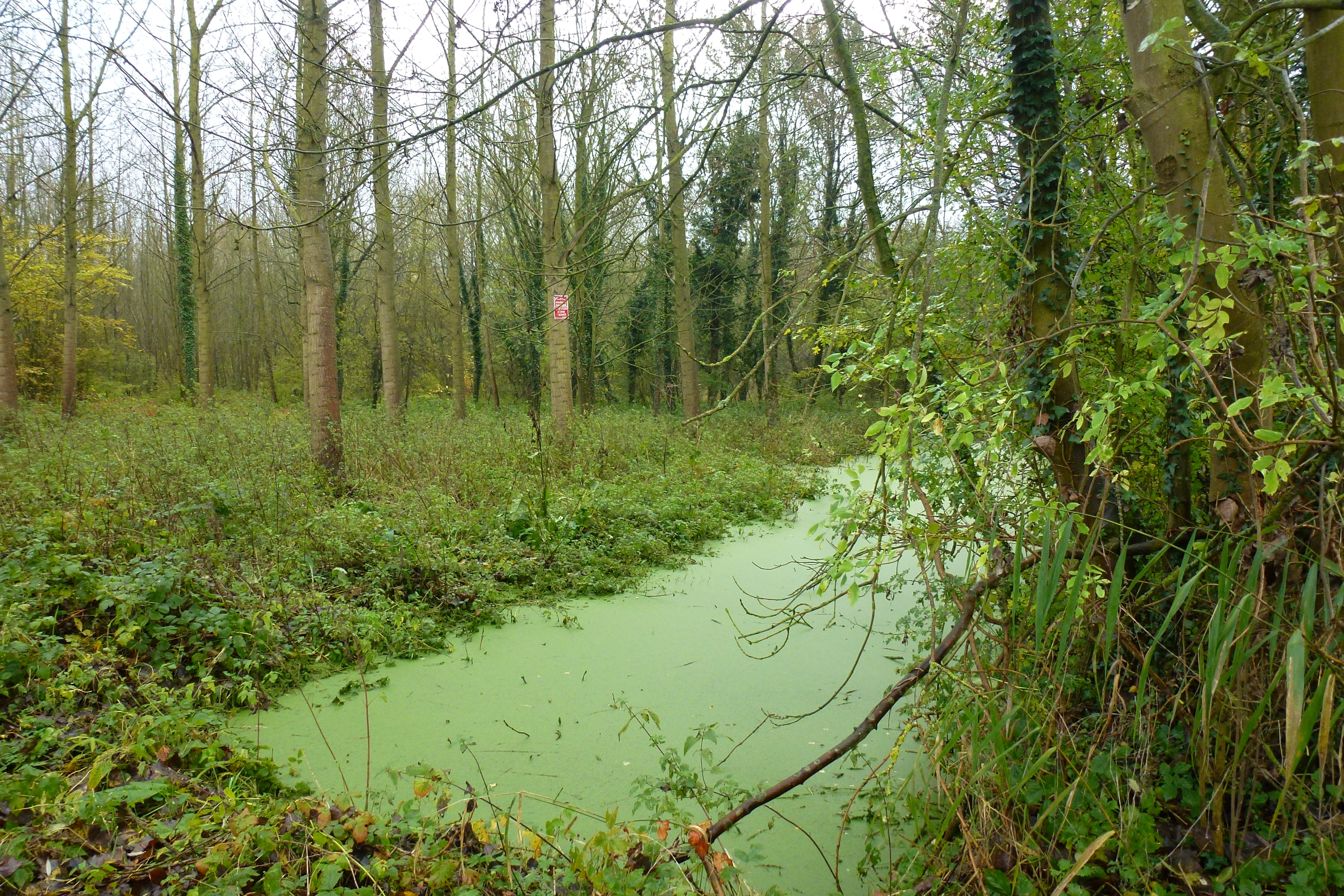
L'étang et le terril des Argales Rieulay Nord.

## Activités
Des animations pédagogiques sont proposées aux groupes scolaires et périscolaire.
Durant les vacances, la Maison du Terril reçoit ALSH[Qui ?] et groupe de jeunes de 4 à 14 ans.

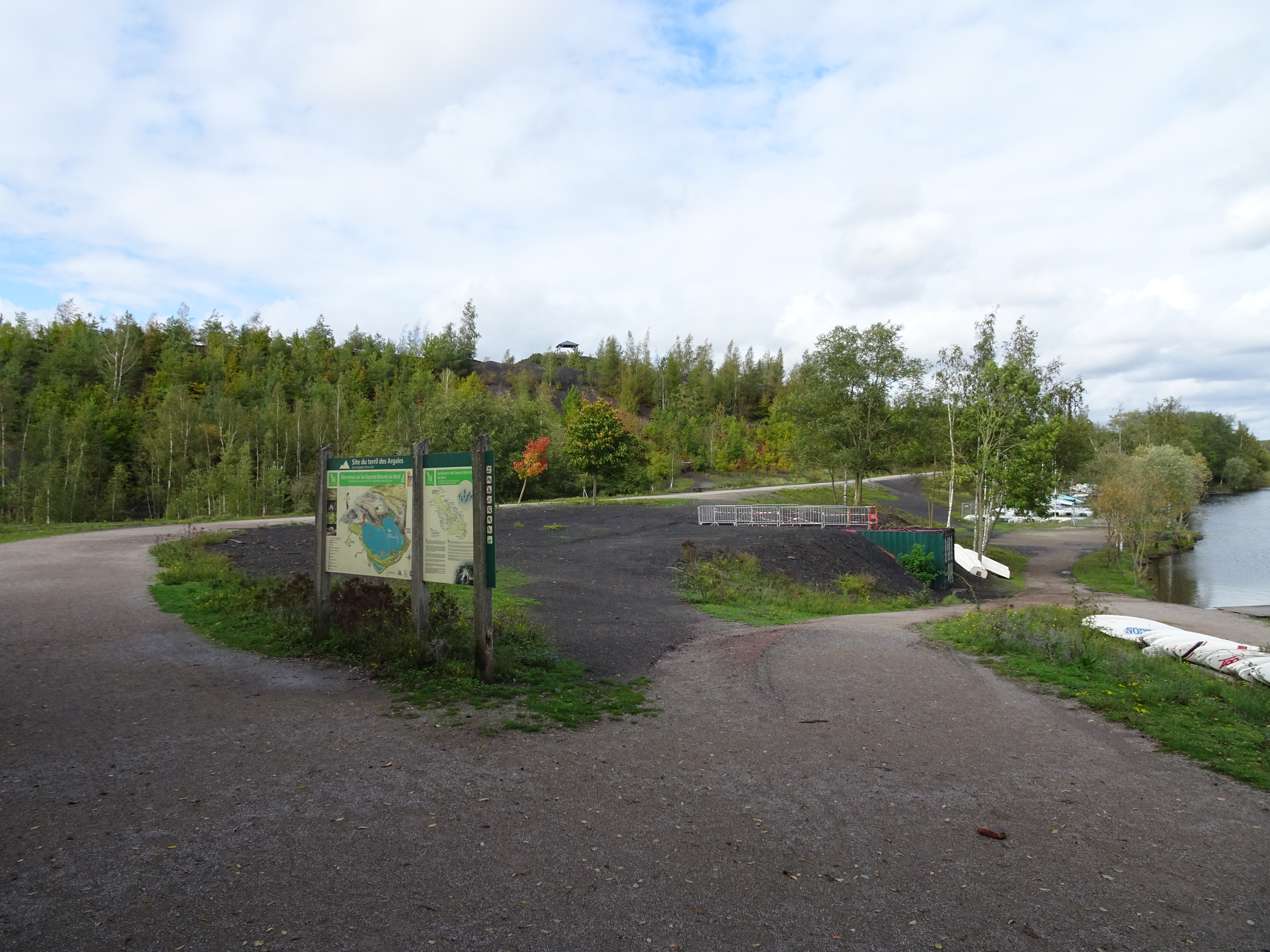
Panneaux explicatifs.
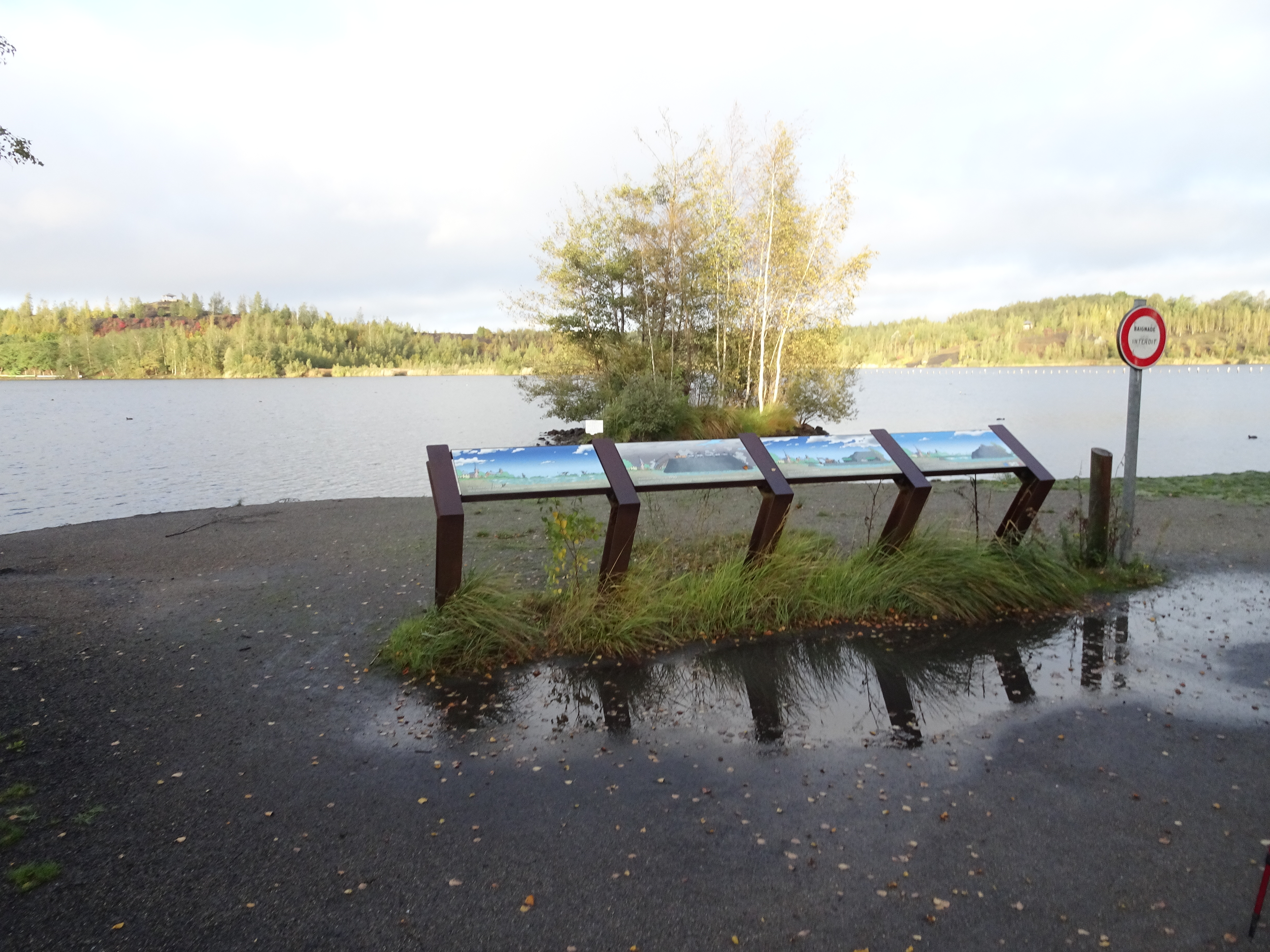
Table de lecture.
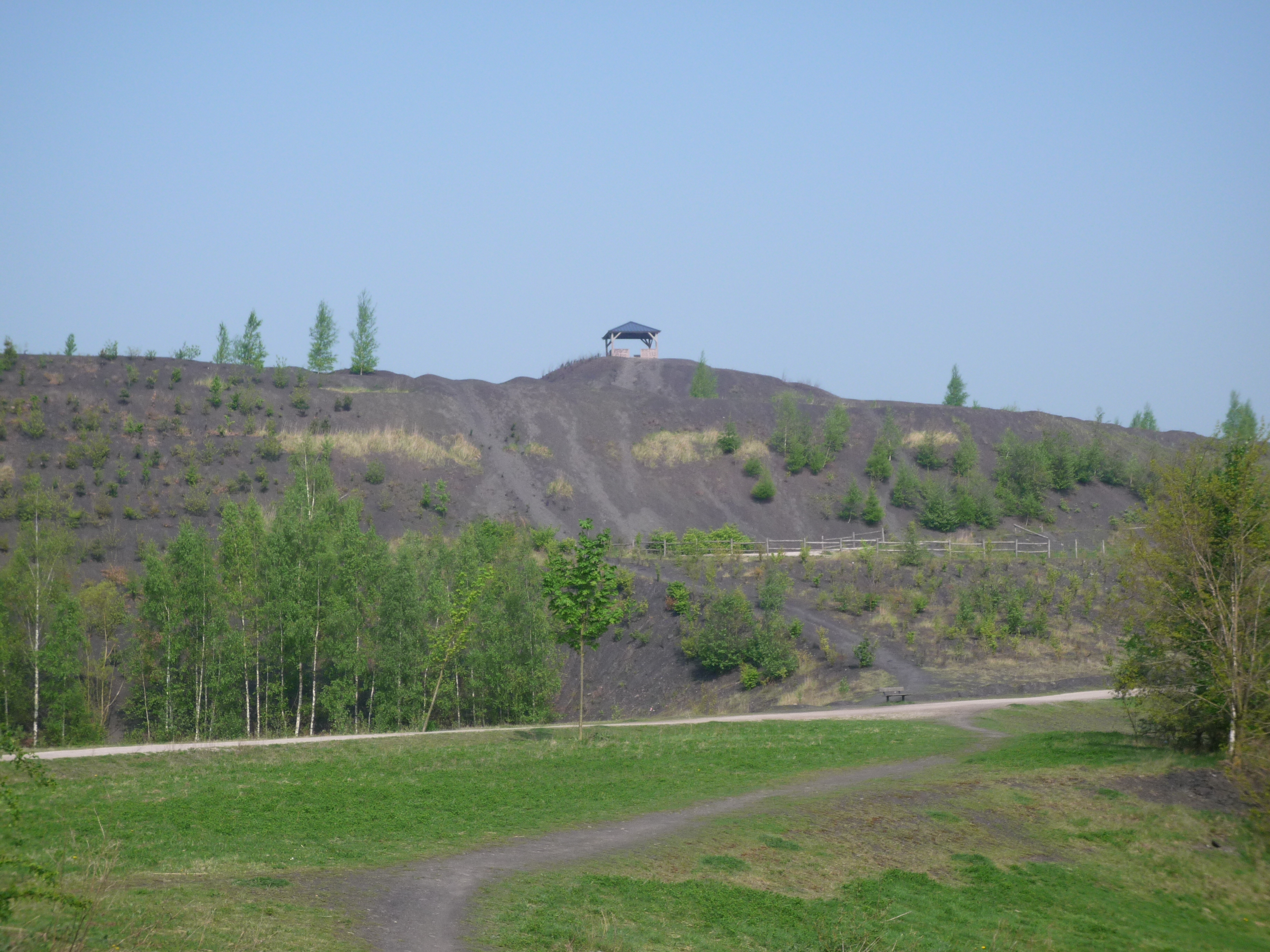
Abris sur le terril plateau.